# Даніель Руссо
Даніель Руссо (фр. Danielle Rousseau) — вигадана персонажка і одна з другорядних героїв телесеріалу «Загублені» (виробництво ABC). Персонажка втілена акторкою Мірою Фурлан. У п'ятому сезоні з'являлася молода Руссо, її грала акторка Мелліса Фарман.

## Біографія

### До зустрічі з уцілілими
Руссо прибула на острів з Франції у складі наукової експедиції з шести осіб, серед яких був її коханець Роберт. У той час Даніель була на сьомому місяці вагітності. Коли судно експедиції знаходилося в трьох днях шляху від Таїті, вони засікли сигнал, що передає таємничий цифровий ряд, і вирішили змінити курс, щоб знайти його джерело. Вночі вони потрапили у шторм, а потім їх судно розбилося об скелі острова. Руссо і її товаришам вдалося врятуватися. Розбивши табір на березі, вони вирушили на пошуки джерела сигналу і через кілька тижнів дісталися до Темної території. Там вони знайшли корабель «Чорна скеля» і радіовежу.
На зворотному шляху члени експедиції зіткнулися з Інакшими, після чого, за твердженням Руссо, «заразилися». Пізніше в розмові з Саїдом вона стверджувала, що жодного разу не бачила Інакших, а тільки чула шепіт у лісі. Так чи інакше, вона вбила всіх хворих — і в тому числі Роберта, — а потім повернулася на радіовежу і переписала сигнал. Незабаром після цього вона народила дівчинку, яку назвала Олександрою. Через тиждень Руссо побачила вдалині стовп чорного диму, і тієї ж ночі Бенджамін Лайнус і Ітан Ром для того, щоб стати Інакшими, викрали її дитину. Всього Даніель прожила на острові 16 років. За цей час (або раніше з допомогою членів експедиції) вона встигла скласти приблизну карту острова. Крім того, вона знову зустрічала загадкове явище у вигляді чорного диму, але називала його «охоронною системою» острова.

### Після зустрічі з уцілілими

#### Сезон 1
Слідуючи за кабелем в ліс, Саїд потрапив в розставлену Даніель пастку. Підозрюючи, що він один з Інакших, вона зв'язала його і катувала електричним струмом, запитуючі на різних мовах, де її дочка Алекс, але потім повірила, що він не має ніякого відношення до викрадення дівчинки. Далі вона багато чого розповіла про острів — зокрема про те, як відправила сигнал лиха з радіовежі, яку потім стали контролювати Інакші. Коли Руссо відволіклася на шум зовні її житла, Саїду вдалося звільнитися і втекти. Він прихопив із собою складені нею карти острова і запису («Усамітнення», 9-а серія 1-го сезону).
У таборі ці папери потрапили на очі Герлі. Помітивши в них повторювані ряди таємничих чисел, він відправився разом з групою уцілілих в ліс. Коли йому вдалося розшукати француженку, вона погодилася з його переконанням у тому, що ці числа прокляті, так як саме вони привели її на острів («Числа», 18-а серія 1-го сезону). Незадовго до зустрічі з Герлі Руссо виявила в джунглях вагітну Клер. Дівчина була в неосудному стані і кликала Ітана. Руссо зрозуміла, що вона втекла від Інакших і, незважаючи на опір Клер, відвела її до табору. Від потрясіння Клер втратила пам'ять, але потім все-таки пригадала все, що сталося з нею («Повернення додому», 15-а серія 1-го сезону).
Після того, як Клер народила, Руссо прийшла в табір і, вказавши на чорний дим далеко, попередила уцілілих про скорий напад Інакших. На її думку, вони збиралися викрасти Аарона, малюка Клер. Вона відвела групу уцілілих до «Чорної скелі» — старовинного корабля, невідомо як потрапиленого у джунглі. У його трюмі був динаміт, з допомогою якого уцілівші планували підірвати кришку люка, а потім сховатися від Інакших усередині бункера. Далі француженка сама викрала Аарона. Виявилося, що вона збрехала про наближення Інакших, щоб викрасти дитину і обміняти його на свою дочку. Зробити це Руссо наказали голоси, які чулися їй в лісі — вони казали, що їм потрібна дитина (маючи на увазі Волта). На щастя, Саїд і Чарлі наздогнали її і повернули малюка Клер.

#### Сезон 2
Наступного разу Руссо контактувала з уцілілими, коли зловила в пастку якогось Генрі Гейла (згодом з'ясувалося, що насправді його звати Бенджамін Лайнус, і він — лідер Інакших). Вона привела в ліс Саїда і віддала йому бранця, попередивши, що він буде довго брехати і вивертатися, перш ніж зізнається в причетності до ворогів. Коли Генрі спробував втекти, Руссо вистрілила в нього з лука, поранивши його в плече («Один з них», 14-а серія 2-го сезону). Через пару днів до Руссо за допомогою звернулася Клер. Її дитина захворіла, і вона переконала себе, що допомогти йому може тільки вакцина, яку колов їй Ітан. Згадавши багато подій, які трапилися з нею після викрадення, Клер попросила француженку відвести її в те місце в лісі, де Руссо знайшла її. Разом з Кейт вони розшукали медичну станцію, але вона була порожня. Цей факт засмутив не тільки Клер, але і Руссо, яка розраховувала знайти хоч якісь сліди своєї дочки. Клер розповіла, що зі станції її вивела молода дівчина, яка за віком цілком могла б бути Алекс. Подякувавши її, Руссо зникла в джунглях («Декретна відпустка», 15-а серія 2-го сезону).

#### Сезон 3
Пізніше Руссо розшукала Кейт і попросила допомогти знайти поселення Інакших. Коли Даніель запитала, хіба у неї є причина допомагати уцілілим, Кейт відповіла, що коли бігла зі станції «Гідра» їм допомогла дівчина по імені Алекс, і що швидше за все вона і є дочка Руссо («Тріша Танака мертва», 10-а серія 3-го сезону). Разом з Саїдом, Джоном і Кейт француженка розшукала станцію «Полум'я» та її одноокого мешканця по імені Михайло Бакунін, проте в його захопленні участі не брала — за її словами, вона 16 років обходила небезпечні місця стороною і тільки тому залишилася ціла. Дочекавшись, поки уціліли повернулися разом з Михайлом в умовлене місце, вона запропонувала вбити росіянина, але Саїд пощадив його («Введіть 77», 11-а серія 3-го сезону).
Поки вони йшли до поселення Інакших, Кейт запитала, чому Руссо нічого не питає про дочку. Вона відповіла, що пройшло багато років і що Алекс, напевно, не впізнає її. Перебравшись всередину захисного кола з металевих стовпів, група разом з Даніель вийшла до поселення, де крізь зарослі побачила Джека, який з Томом грає у футбол. Пізніше, відокремившись від гурту і сховавшись, вона побачила на пристані Алекс, яка привела Джона до підводного човна («Людина з Таллахассі]]», 13-а серія 3-го сезону).

#### Сезон 4
Руссо пішла з групою Лока і жила з ними в бараках. Пізніше Бен дав Руссо, Карлу і Алекс карту до Храму. По дорозі Карла і Руссо вбили люди з корабля, а Алекс взяли в полон і вбили трохи пізніше. Після смерті Руссо Майлз виявив тіло Карла і її.

#### Сезон 5
Джин зустрічає молоду Руссо і трохи не гине від її руки. Потім Руссо з'являється у флешбекі Бена, де показується момент викрадення її дочки — Алекс.

#### Сезон 6
В альтернативній версії Алекс згадує, що її мати працює на двох роботах (Dr. Linus). Сама Даніель з'являється тільки в серії What They Died For, де запрошує доктора Лайнуса на обід. Даніель у розмові згадує свого чоловіка, який помер «коли Алекс було два роки».